# Eric Groeleken
Eric Groeleken, né le 3 mars 1966 à Enschede (Pays-Bas), est un joueur de football néerlandais qui évolue au poste d'attaquant. Au cours de sa carrière, il joue dans quinze clubs et six pays différents.

## Biographie
Originaire d'Enschede, il commence le football dans cette même ville, au sein du club de VOSTA. Il rejoint ensuite les équipes de jeunes du FC Twente, club le plus prestigieux de la ville.
Il joue son premier match dans l'équipe première du FC Twente le 6 octobre 1985 en première division. Après une dizaine de matchs lors de sa première saison au club, il joue 30 matchs de championnat et 2 en coupe lors de sa deuxième saison. Il fait alors majoritairement office de remplaçant entrant en jeu en cours de match,. En 1987-1988, il est prêté aux Go Ahead Eagles en deuxième division néerlandaise.
En 1988, il est transféré au FC Groningue pour 150 000 florins. Il joue 47 matchs et joue 14 matchs de 1988 à 1991. Il s'agit d'une des meilleurs périodes du club, l'équipe, composée notamment de Jos Roossien, René Eykelkamp et Henny Meijer, réalise un bon parcours en coupe d'Europe et Eric Groeleken est à cette occasion buteur lors des matchs contre l'Atletico Madrid puis le Servette FC. Pour ses deux dernières saisons sous contrat avec le FC Groningue, il est prêté au Maccabi Haïfa en Israël, puis au NEC Nimègue (première division néerlandaise).
Par la suite, en 1991, il rejoint le SC Preußen Münster qui évolue en troisième division allemande où il fait partie des piliers du club. 
Il continue ensuite sa carrière allemande, passant d'abord par TuS Paderborn-Neuhaus, qui évolue alors en troisième division, de 1993 à 1995, puis par les clubs de deuxième division DSC Arminia Bielefeld (où il joue 6 matchs de championnat et 1 match de coupe) et SG Wattenscheid 09 (12 matchs et 1 but) en 1995-1996.
En novembre 1996, il rejoint le FC Gueugnon qui évolue en deuxième division française. Il reste au club deux saisons, jusqu'à rejoindre l'AS Beauvais, qui évolue également en deuxième division française, où il est connu sous le nom d'« Henricus Groeleken ».
En 1999, il s'engage au Caracas FC dans la capitale du Venezuela, en Amérique du Sud.
Enfin, il termine sa carrière dans les clubs amateurs allemands FC Oberneuland (de) puis Hövelhofer SV (de).

## Palmarès
- Finaliste de la coupe des Pays-Bas en 1989 avec le FC Groningue